# Aleksandar Stipčević
Aleksandar Stipčević (alb. Aleksandër Stipçeviq; ur. 10 października 1930 w Zadarze, zm. 1 września 2015 w Zagrzebiu) – jugosłowiański i chorwacki archeolog, albanista oraz bibliotekarz pochodzenia albańskiego.

## Życiorys
Ukończył szkołę podstawową i średnią w Zadarze. W 1954 roku ukończył archeologię na Uniwersytecie w Zagrzebiu, a w 1977 roku obronił doktorat na Uniwersytecie w Zadarze.
Pracował w muzeum archeologicznym i w Instytucie Nauk Historycznych w Zadarze, a od 1957 do 1974 roku był bibliotekarzem zatrudnionym w Biliotece Narodowej i Uniwersyteckiej w Zagrzebiu. W latach 1970–1973 wykładał na Uniwersytecie w Prisztinie. W 1971 roku został zatrudniony na Uniwersytecie w Zagrzebiu jako wykładowca historii bibliotekarstwa, trzy lata później objął kierownictwo nad biblioteką Jugosłowiańskiej Akademii Nauki i Sztuki. W 1987 roku został mianowany profesorem zwyczajnym, był redaktorem naczelnym wydanego w 1989 roku II tomu Hrvatskiego biografskiego leksikonu. W 1997 roku przeszedł na emeryturę.
Był wiceprzewodniczącym Stowarzyszenia Bibliotekarzy Jugosłowiańskich oraz przewodniczącym Stowarzyszenia Bibliotekarzy Chorwackich. Należał do Maticy hrvatskiej (od 1962), Chorwackiego Towarzystwa Archeologicznego (od 1966), chorwackiego PEN Clubu (od 1985), a także był członkiem zewnętrznym Akademii Nauk i Sztuk Kosowa (od 1985) oraz organizacji Accademia Marchigiana di Scienze, Lettere ed Arti (od 2001).

## Prace naukowe[3][2][4]
- Arte degli Illiri (1963; wydanie angielskojęzyczne także w 1963)
- Priručnik za uredenje diskoteka (1964)
- Gli Illiri / Ilirët (1966; wydanie albańskojęzyczne w 1967)
- Bibliographia Illyrica (1967)
- Iliri - povijest, kultura, život / Ilirët, historia, kultura, jeta (1974, 1989, 1991; wydanie angielskojęzyczne w 1977; wydania albańskojęzyczne w 1980, 1990 i 2002)
- Bibliografija antičke arheologije u Jugoslaviji 1-2 (1977)
- Kultni simboli kod Ilir / Simbolet e kultit tek ilirët (1981; wydania albańskojęzyczne w 1983, 1990 i 2002)
- Povijest knjige / Historia e librit (1985; wydania albańskojęzyczne w 1988 i 2000; wydanie arabskojęzyczne w 1993; wydania perskojęzyczne w 1994 i 2006)
- Cenzura u knjižnicama (1992)
- Interpretime albanologjike (1994)
- O savršenom cenzoru (1994; wydanie albańskojęzyczne w 2002)
- Priča o Hrvatskom biografskom leksikonu (1997)
- Kako izbjeći cenzora (1997)
- Sudbina knjige / Fati i librit (2000)
- Socijalna povijest knjige u Hrvata I-III (2004–2008)
- Tradicijska kultura zadarskih Arbanasa (2011)
- Kultura tradicionale e arbëreshëve të Zarës (2013)

## Odznaczenia i nagrody[3][2]
- Order Chorwackiej Jutrzenki (1998)
- Order Naima Frashëriego (2001)[1]
- Nagroda Miasta Zadaru (2004)
- Nagroda Miasta Zagrzebia (2004)
- Order Skanderbega (2015)